# Liste der Städte in Idaho

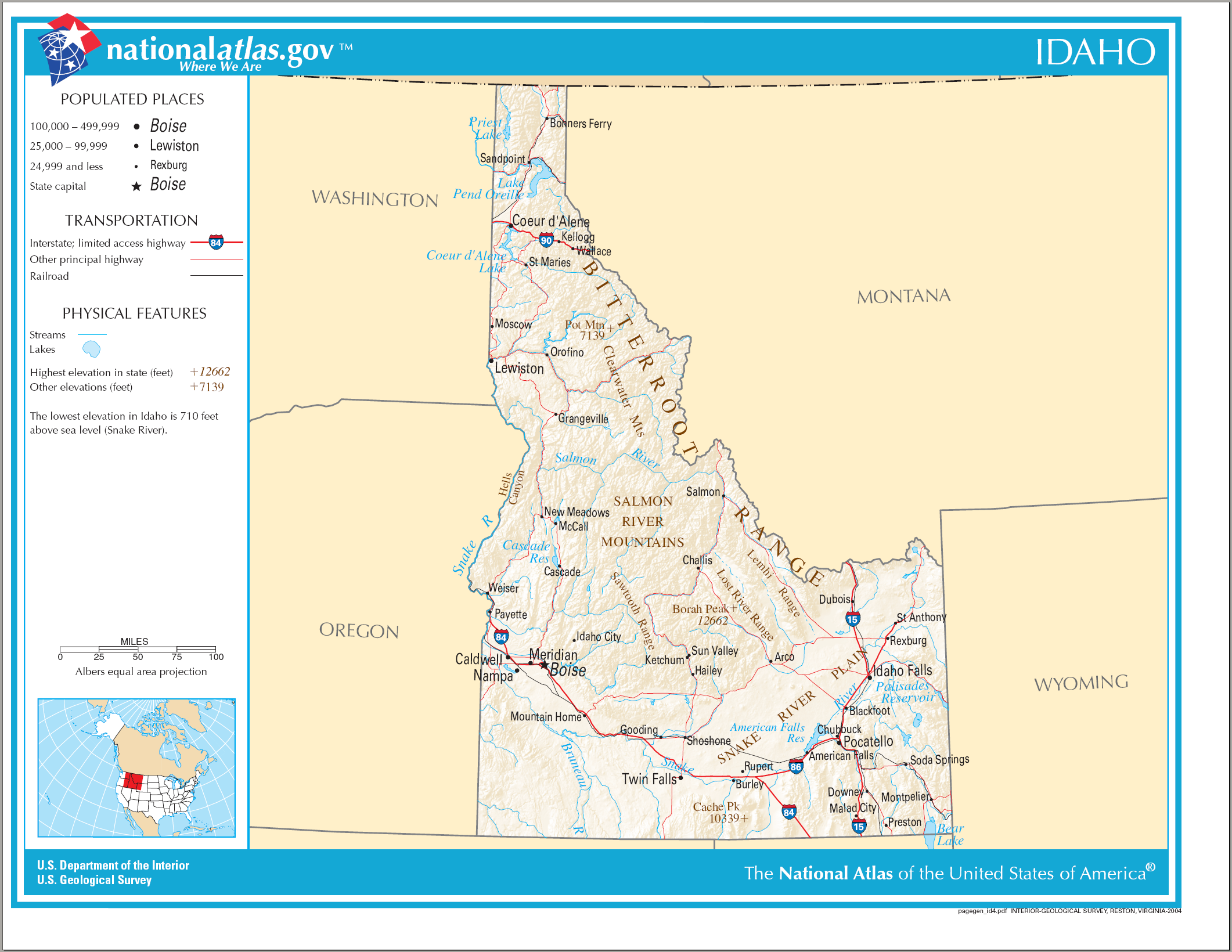
Karte von Idaho

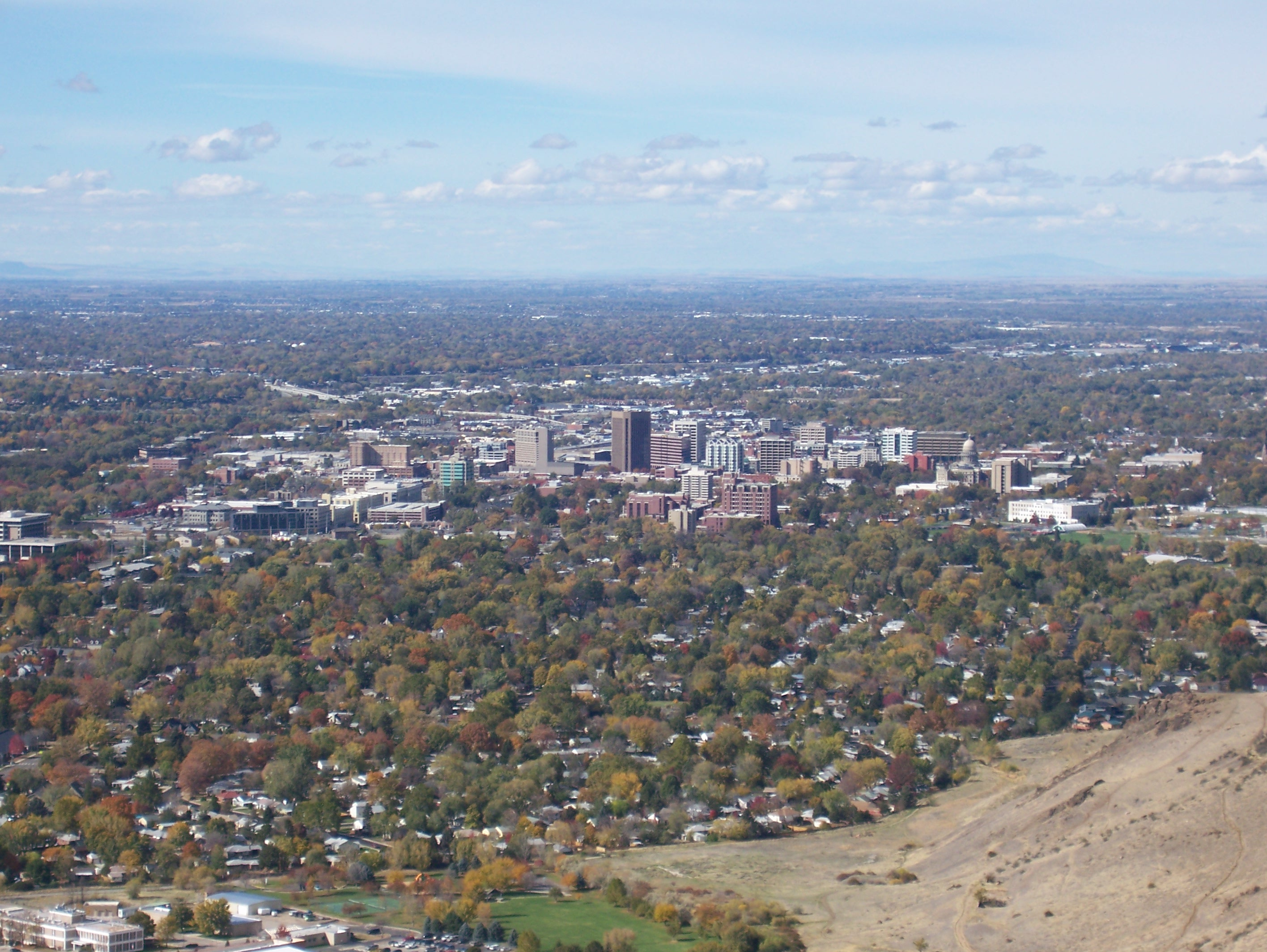
Boise, die Hauptstadt und zugleich größte Stadt Idahos

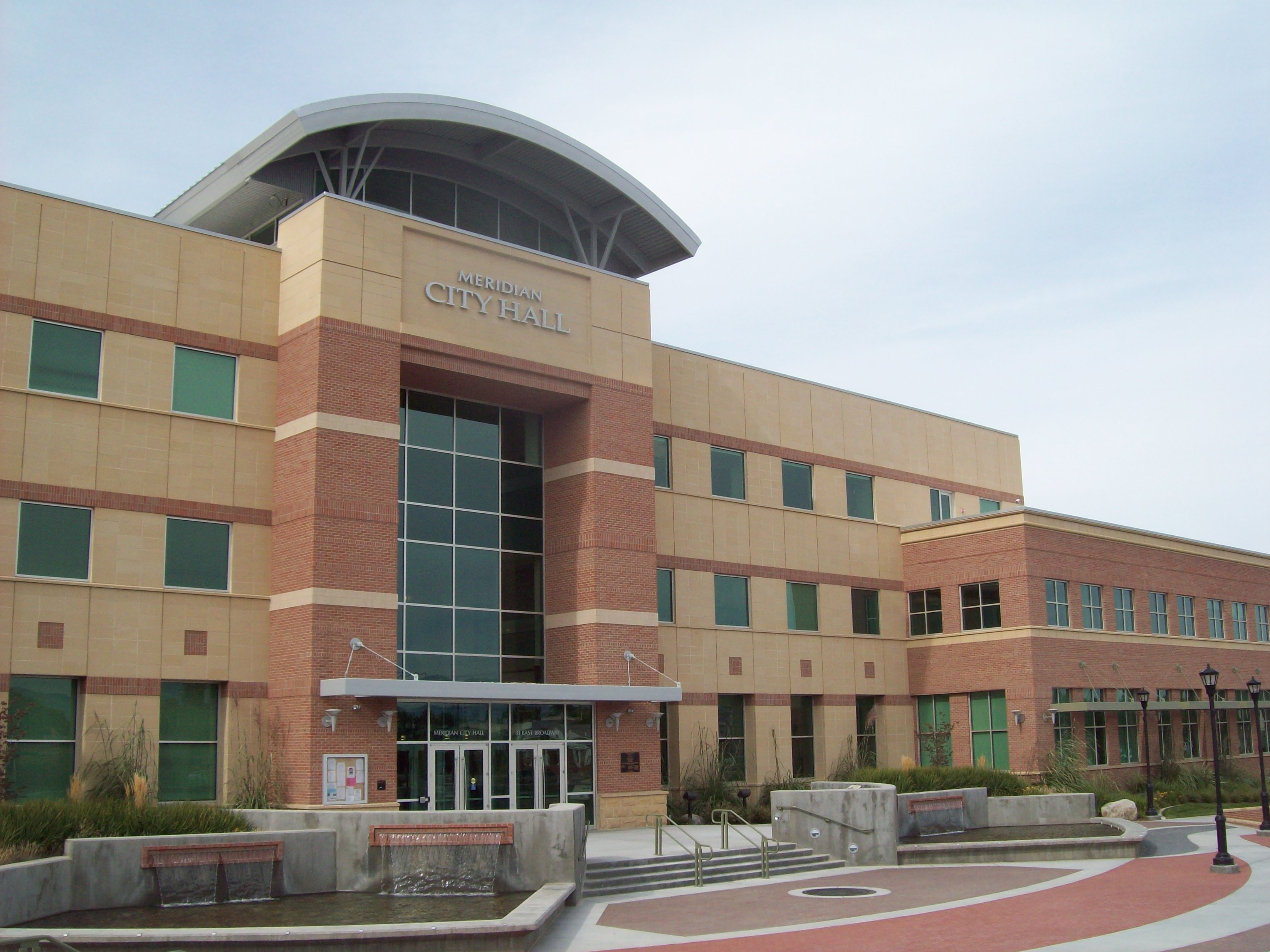
Meridian

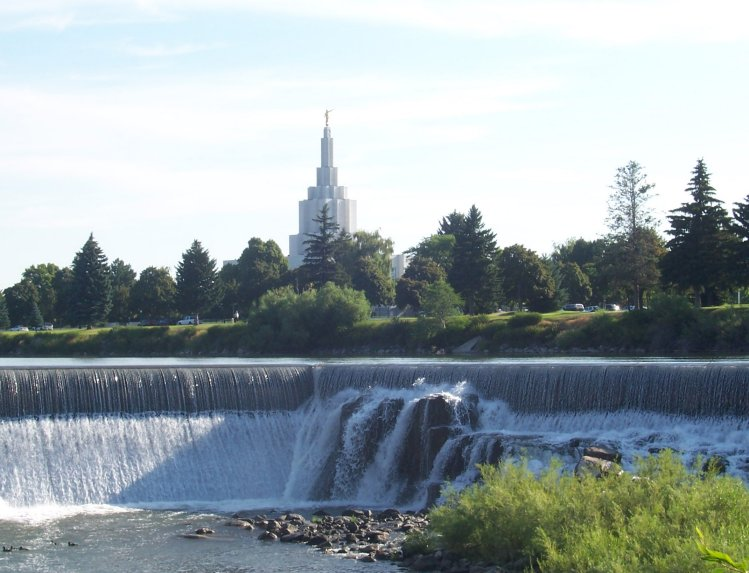
Idaho Falls

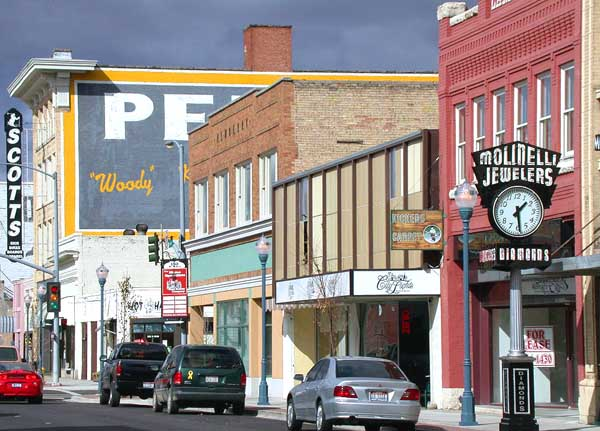
Pocatello

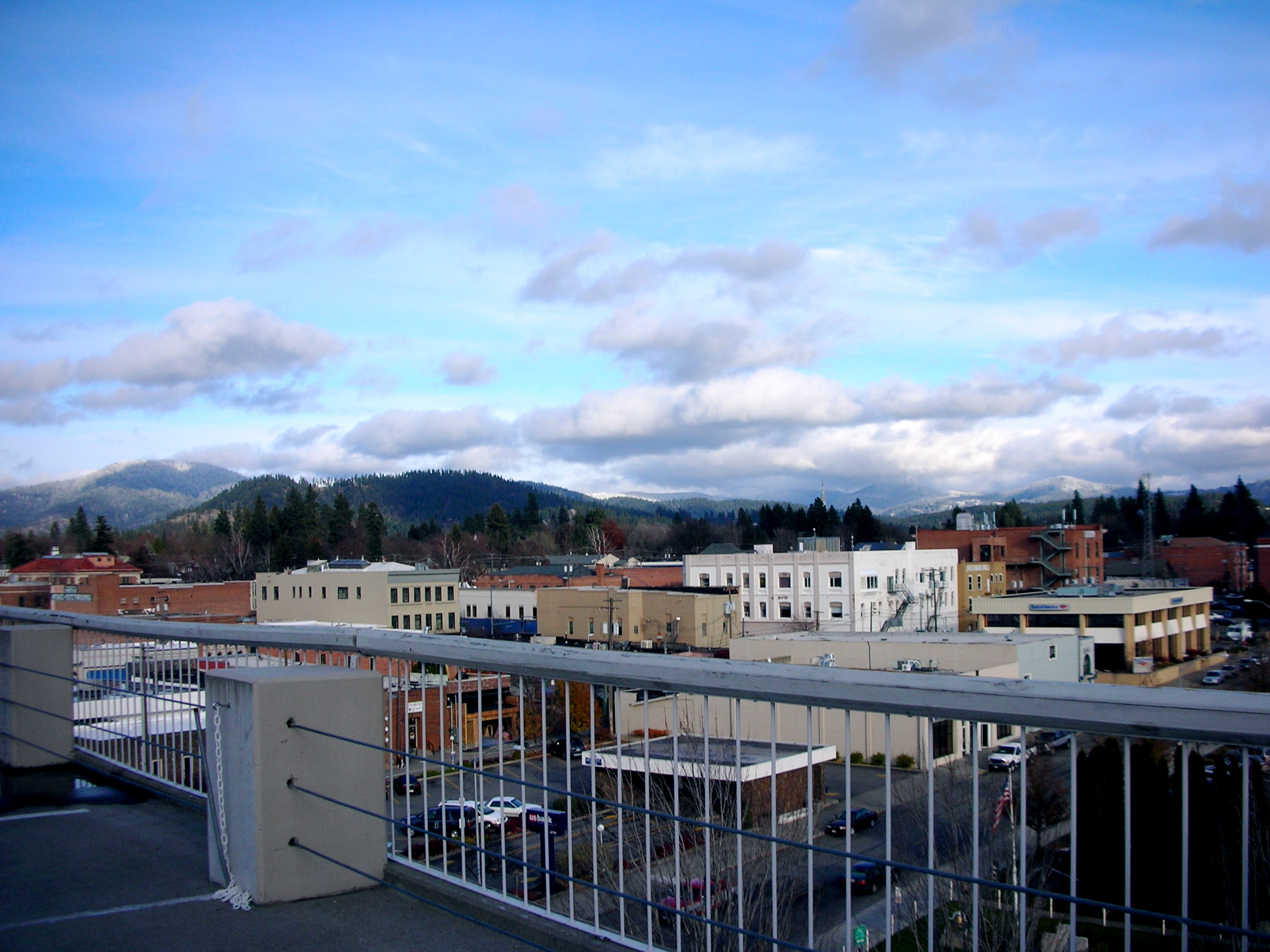
Coeur d’Alene

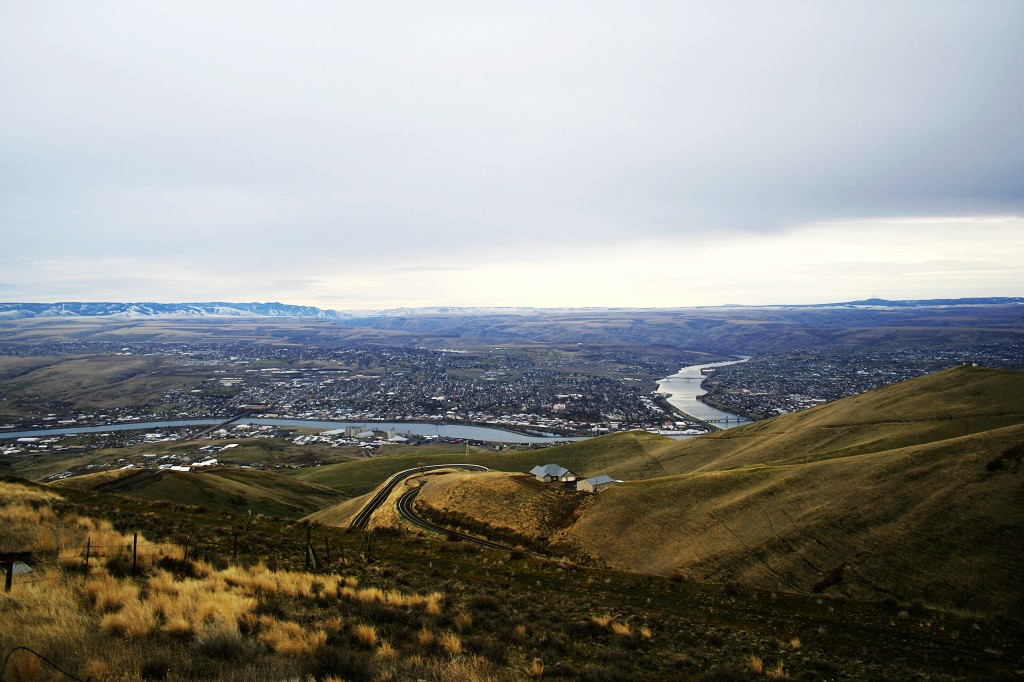
Lewiston

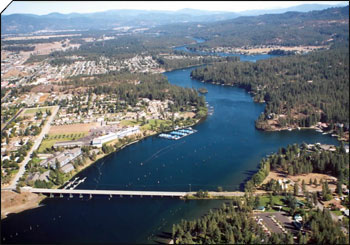
Post Falls

Die folgende Liste zeigt alle Kommunen und Siedlungen im US-Bundesstaat Idaho. Sie enthält sowohl Citys (die einzige Form von selbstverwalteten Kommunen in Idaho) als auch Census-designated places (CDP).
Die obere Tabelle enthält die Siedlungen (ausnahmslos mit dem Status „City“), die bei der Volkszählung im Jahr 2020 mehr als 10.000 Einwohner hatten. Ebenfalls aufgeführt sind die Daten der vorherigen Volkszählung im Jahr 2000 und 2010. Die Rangfolge entspricht den Zahlen von 2020.
| Rang (2020) | Ort           | Einwohner 2020 | Einwohner 2010 | Einwohner 2000 | County(s)   |
| ----------- | ------------- | -------------- | -------------- | -------------- | ----------- |
| 1           | Boise         | 235.684        | 209.382        | 195.604        | Ada         |
| 2           | Meridian      | 117.635        | 76.983         | 39.458         | Ada         |
| 3           | Nampa         | 100.200        | 81.892         | 54.993         | Canyon      |
| 4           | Idaho Falls   | 64.818         | 56.813         | 51.014         | Bonneville  |
| 5           | Caldwell      | 59.996         | 46.237         | 27.306         | Canyon      |
| 6           | Pocatello     | 56.320         | 54.255         | 51.480         | Bannock     |
| 7           | Coeur d’Alene | 54.628         | 44.137         | 34.658         | Kootenai    |
| 8           | Twin Falls    | 51.807         | 44.125         | 34.904         | Twin Falls  |
| 9           | Rexburg       | 39.409         | 25.484         | 17.748         | Madison     |
| 10          | Post Falls    | 38.485         | 27.574         | 17.934         | Kootenai    |
| 11          | Lewiston      | 34.203         | 31.894         | 30.906         | Nez Perce   |
| 12          | Eagle         | 30.346         | 19.908         | 12.083         | Ada         |
| 13          | Moscow        | 25.435         | 23.800         | 21.379         | Latah       |
| 14          | Kuna          | 24.011         | 15.210         | 6.172          | Ada         |
| 15          | Ammon         | 17.694         | 13.816         | 6.409          | Bonneville  |
| 16          | Mountain Home | 15.979         | 14.206         | 11.437         | Elmore      |
| 17          | Chubbuck      | 15.570         | 13.922         | 9.719          | Bannock     |
| 18          | Hayden        | 15.570         | 13.294         | 9.370          | Kootenai    |
| 19          | Jerome        | 12.349         | 10.876         | 8.098          | Jerome      |
| 20          | Blackfoot     | 12.346         | 11.899         | 10.487         | Bingham     |
| 21          | Garden City   | 12.316         | 10.972         | 10.647         | Ada         |
| 22          | Burley        | 11.704         | 10.345         | 9.412          | Cassia      |
| 23          | Star          | 11.117         | 5.841          | 2.249          | Ada, Canyon |

Weitere Siedlungen (Citys und CDPs) in alphabetischer Reihenfolge:
| - Aberdeen - Acequia - Albion - American Falls - Arbon Valley - Arco - Arimo - Ashton - Archer - Athol - Atomic City - Bancroft - Banks - Basalt - Bellevue - Bennington - Blanchard - Bliss - Bloomington - Bonners Ferry - Bovill - Buhl - Butte City - Cambridge - Carey - Cascade - Castleford - Challis - Clark Fork - Clayton - Clifton - Conkling Park - Cottonwood - Council - Craigmont - Crouch - Culdesac - Dalton Gardens - Dayton - De Smet - Deary - Declo - Dietrich - Donnelly - Dover - Downey - Driggs - Drummond - Dubois - East Hope - Eden | - Elk City - Elk River - Emmett - Fairfield - Ferdinand - Fernan Lake Village - Filer - Firth - Fort Hall - Franklin - Fruitland - Garden Valley - Genesee - Georgetown - Glenns Ferry - Gooding - Grace - Grand View - Grangeville - Greenleaf - Groveland - Hagerman - Hailey - Hamer - Hansen - Harrison - Hauser - Hayden Lake - Hazelton - Heyburn - Hidden Spring - Hollister - Homedale - Hope - Horseshoe Bend - Huetter - Idaho City - Inkom - Iona - Irwin - Island Park - Juliaetta - Kamiah - Kellogg - Kendrick - Ketchum - Kimberly - Kooskia - Lapwai - Lava Hot Springs - Leadore | - Lewisville - Lincoln - Lowman - McCall - McCammon - Mackay - Malad City - Malta - Marsing - Melba - Menan - Middleton - Midvale - Minidoka - Montpelier - Moore - Moreland - Moyie Springs - Mud Lake - Mullan - Murphy - Murtaugh - Newdale - New Meadows - New Plymouth - Nezperce - Notus - Oakley - Oldtown - Onaway - Orofino - Osburn - Oxford - Paris - Parker - Parkline - Parma - Paul - Payette - Peck - Pierce - Pinehurst - Placerville - Plummer - Ponderay - Potlatch - Preston - Priest River - Princeton - Rathdrum - Reubens | - Richfield - Rigby - Riggins - Ririe - Riverside - Roberts - Robie Creek - Rockford - Rockford Bay - Rockland - Rupert - St. Anthony - St. Charles - St. Maries - Salmon - Sandpoint - Shelley - Shoshone - Smelterville - Smiths Ferry - Soda Springs - Spencer - Spirit Lake - Stanley - Star - State Line - Stites - Sugar City - Sun Valley - Swan Valley - Tensed - Teton - Tetonia - Troy - Tyhee - Ucon - Victor - Wallace - Wardner - Warm River - Weippe - Weiser - Wendell - Weston - White Bird - Wilder - Winchester - Worley - Yellow Pine |